# Circuito Femenino ITF 2018
El Circuito Femenino ITF 2018 es la edición 2018 de la tercera a nivel profesional del tenis femenino. Está organizado por la Federación Internacional de Tenis y está en un nivel por debajo de la WTA y WTA 125s. El Circuito Femenino ITF incluye torneos con premios que van desde $ 15.000 hasta $ 100.000.

## Naciones participantes anfitrionas
- Alemania
- Australia
- Baréin
- Brasil
- China
- Egipto
- Eslovaquia
- España
- Estados Unidos
- Francia
- Reino Unido
- Grecia
- Hong Kong
- Italia
- Japón
- Kazajistán
- Rusia
- Túnez
- Turquía
- Uzbekistán

## Calendario

### Enero - marzo
| N.º | Enero | Enero | Enero | Enero | Enero | Febrero | Febrero | Febrero | Febrero | Marzo | Marzo | Marzo | Marzo |
| N.º | 2     | 9     | 16    | 23    | 30    | 6       | 13      | 20      | 27      | 6     | 13    | 20    | 27    |
| --- | ----- | ----- | ----- | ----- | ----- | ------- | ------- | ------- | ------- | ----- | ----- | ----- | ----- |
| 1   | AUS   | USA   | USA   | FRA   | USA   | AUS     | AUS     | AUS     | BRA     | CHN   | CHN   | AUS   | AUS   |
| 2   | HKG   | FRA   | EGY   | USA   | AUS   | FRA     | USA     | BRA     | CHN     | AUS   | IND   | BRN   | JPN   |
| 3   |       | TUN   | FRA   | EGY   | FRA   | GBR     | EGY     | GER     | EGY     | JPN   | JPN   | BRA   | CHN   |
| 4   |       | TUR   | TUN   | GER   | GBR   | EGY     | ITA     | USA     | FRA     | BRA   | BRA   | CHN   | TUN   |
| 5   |       |       | TUR   | TUN   | EGY   | SVK     | ESP     | EGY     | GRE     | EGY   | EGY   | EGY   |       |
| 6   |       |       |       | TUR   | TUN   | ESP     | TUN     | ITA     | ITA     | IND   | TUN   | JPN   |       |
| 7   |       |       |       |       | TUR   | TUN     | TUR     | ESP     | RUS     | TUN   | USA   | TUN   |       |
| 8   |       |       |       |       |       | TUR     |         | TUN     | ESP     | USA   |       |       |       |
| 9   |       |       |       |       |       |         |         | TUR     | TUN     |       |       |       |       |
| 10  |       |       |       |       |       |         |         |         | TUR     |       |       |       |       |

## Distribución de puntos de clasificación
| Description        | G   | F  | SF | CF | R16 | R32 | QLFR | Q3 | Q2 | Q1 |
| ------------------ | --- | -- | -- | -- | --- | --- | ---- | -- | -- | -- |
| ITF $100,000+H (S) | 150 | 90 | 55 | 28 | 14  | 1   | 6    | 4  | 1  | –  |
| ITF $100,000+H (D) | 150 | 90 | 55 | 28 | 1   | –   | –    | –  | –  | –  |
| ITF $100,000 (S)   | 140 | 85 | 50 | 25 | 13  | 1   | 6    | 4  | 1  | –  |
| ITF $100,000 (D)   | 140 | 85 | 50 | 25 | 1   | –   | –    | –  | –  | –  |
| ITF $80,000+H (S)  | 130 | 80 | 48 | 24 | 12  | 1   | 5    | 3  | 1  | –  |
| ITF $80,000+H (D)  | 130 | 80 | 48 | 24 | 1   | –   | –    | –  | –  | –  |
| ITF $80,000 (S)    | 115 | 70 | 42 | 21 | 10  | 1   | 5    | 3  | 1  | –  |
| ITF $80,000 (D)    | 115 | 70 | 42 | 21 | 1   | –   | –    | –  | –  | –  |
| ITF $60,000+H (S)  | 100 | 60 | 36 | 18 | 9   | 1   | 5    | 3  | 1  | –  |
| ITF $60,000+H (D)  | 100 | 60 | 36 | 18 | 1   | –   | –    | –  | –  | –  |
| ITF $60,000 (S)    | 80  | 48 | 29 | 15 | 8   | 1   | 5    | 3  | 1  | –  |
| ITF $60,000 (D)    | 80  | 48 | 29 | 15 | 1   | –   | –    | –  | –  | –  |
| ITF $25,000+H (S)  | 60  | 36 | 22 | 11 | 6   | 1   | 2    | –  | –  | –  |
| ITF $25,000+H (D)  | 60  | 36 | 22 | 11 | 1   | –   | –    | –  | –  | –  |
| ITF $25,000 (S)    | 50  | 30 | 18 | 9  | 5   | 1   | 1    | –  | –  | –  |
| ITF $25,000 (D)    | 50  | 30 | 18 | 9  | 1   | –   | –    | –  | –  | –  |
| ITF $15,000+H (S)  | 25  | 15 | 9  | 5  | 1   | –   | –    | –  | –  | –  |
| ITF $15,000+H (D)  | 25  | 15 | 9  | 1  | 0   | –   | –    | –  | –  | –  |
| ITF $15,000 (S)    | 12  | 7  | 4  | 2  | 1   | –   | –    | –  | –  | –  |
| ITF $15,000 (D)    | 12  | 7  | 4  | 1  | 0   | –   | –    | –  | –  | –  |

"+H" indica que se proporciona hospitalidad.